# Вищепанівка
Вищепанівка (до 17 лютого 2016 року — Іллічі́вка) — село в Україні, у Великоандрусівській сільській громаді Олександрійського району Кіровоградської області. 
Офіційно населення становить 5 осіб, фактично село з 2009 року вважається вимерлим через відсутність мешканців.

## Населення
Згідно з переписом УРСР 1989 року чисельність наявного населення села становила 2 особи, з яких — чоловіків та 2 жінки.
За переписом населення України 2001 року в селі мешкало 5 осіб.

### Мова
Розподіл населення за рідною мовою за даними перепису 2001 року:
| Мова       | Відсоток |
| ---------- | -------- |
| українська | 60,00 %  |
| білоруська | 40,00 %  |